# Ten Little Indians (film)
Ten Little Indians är en brittisk mysteriefilm från 1965 i regi av George Pollock. Filmen är baserad på Agatha Christies roman Tio små negerpojkar från 1939.

## Historia
Även om bakgrundshistorien är densamma som 1945 års adaption (…och sen var ingen kvar), med tio personer som bjuds in till en avlägsen plats av en mystisk främling, utspelar sig den här på ett isolerat snöigt berg. Versionen är också den första adaptionen av romanen som visar morden på filmduken. Skådespelaren Christopher Lee (ej krediterad) gjorde den förinspelade grammofonrösten till "Mr UN Owen".
Det var en av de första filmerna Fabian gjorde efter att hans kontrakt med Fox tog slut.
Huset som användes i filmen var Kenure House i Rush på Irland. De flesta utomhusscenerna spelades in i Zillertal i Tyrolen, Österrike.
Filmen stannar upp en minut strax före slutet för att sammanfatta händelserna och låta tittarna gissa mördaren. Slutet sker som i 1974 års version.

## Handling
Tio personer reser med kabinbana upp till en insnöad herrgård, inbjudna dit av en Mr UN Owen (Okänd) för att tillbringa helgen. De upptäcker att ingen av dem någonsin har träffat Owen, inklusive hans sekreterare samt en gift hushållerska och kock, alla anställda genom en agentur. Inramade exemplar av barnramsan "Tio små indianer" hänger på väggarna i varje gästs sovrum. Middagen serveras av hovmästaren Grohmann på en bricka prydd med tio små indianfigurer. Exakt klockan 21.00 slår Grohmann, som han blivit tillsagd, på en dold bandinspelning. En man som identifierar sig som Owen avslöjar att var och en av de 10 gästerna har en skandalös hemlighet, deras inblandning i olika oskyldiga människors död.
En efter en börjar gästerna att dö. Mike Raven kvävs efter att ha tagit en drink och en liten indianfigur från brickan i mitten bryts bort. På morgonen klipps kabinkabeln av, vilket dödar kokerskan mrs Grohmann, som försökte fly. General Mandrake genomför en genomsökning av stugans katakomber och delar upp alla i par, vilket slutligen leder till hans död, knivhuggen efter att ha letts till en falsk distraktion (en katt). Det blir tydligt att deras osynliga mördare följer barnvisan. Sekretererskan Ann Clyde inleder ett romantiskt förhållande med ingenjören Hugh Lombard när de och de andra börjar en dödlig katt-och-råtta-lek, och slutligen drar slutsatsen att Owen inte är deras värd utan i verkligheten en av dem.
Efter att ha blivit misstänkt av de andra försöker Grohmann fly nerför bergstoppen Devil's Leap, vilket slutar med hans död efter att hans livlina huggits av med en yxa. Ilona erkänner bittert att hon drivit sin man till självmord och hittas senare död i sitt sovrum, dödad med en spruta. Vid det här laget misstänker de fem återstående gästerna varandra, och allianser bildas när generatorn stängs av och herrgården kastas in i totalt mörker. Vid middagen avslöjar varje person vad de anklagas för, men innan Ann hinner vittna om sitt brott går hon från gruppen till sitt rum, där hon skriker när hon upptäcker ett indianlockbete som hänger från taket. I förvirringen hittas domare Cannon med ett skott i huvudet.
Dr Armstrong antyder sina misstankar mot Ann, vilket Lombard ilsket tillbakavisar. Lombard kommer senare till Anns rum och berättar att hans riktiga namn är Charles Morley, och att den riktige Lombard, en vän till Morley, hade begått självmord. Efter att ha sorterat Lombards saker hittade Morley inbjudan och bestämde sig för att acceptera den, och utgav sig för att vara Lombard, för att se om han kunde kasta ljus över varför hans vän tog livet av sig. Morley ger Ann sin revolver för att skydda henne. På morgonen upptäcker Blore att Armstrong är försvunnen och de tre börjar leta efter honom. Blore går ut där han krossas av en stor staty av en björn. Ann och Morley upptäcker dr Armstrongs kropp i snön och drar slutsatsen att mördaren bara kan vara någon av dem. Ann drar revolvern mot Morley och skjuter mot honom, innan hon återvänder till herrgården. Hon går upp på övervåningen och upptäcker att domare Cannon i högsta grad lever. Han förklarar hur han övertalade dr Armstrong att hjälpa honom att fejka sin död. Han tillägger att han tänker förgifta sig själv och lämna Ann som den sista överlevande kvar, som måste hänga sig och uppfylla rimmet, eller straffas av lagen istället.
När domare Cannon förklarat sin plan och tagit en dödlig dos gift, dyker Morley upp igen levande. När han dör inser domare Cannon att hans plan har misslyckats, och Ann och Morley kysser varandra av lättnad. De ser katten sitta med fruktbrickan med bara två indianer fastsatta.

## Rollista
| Skådespelare       | Roll                          | Yrke         | Karaktär i boken             |
| ------------------ | ----------------------------- | ------------ | ---------------------------- |
| Shirley Eaton      | Ann Clyde                     | sekreterare  | Vera Elizabeth Claythorne    |
| Hugh O'Brian       | Hugh Lombard / Charles Morley | ingenjör     | Philip Lombard               |
| Stanley Holloway   | William Blore                 | detektiv     | William Henry Blore          |
| Dennis Price       | Dr. Edward Armstrong          | doktor       | Dr. Edward George Armstrong  |
| Wilfrid Hyde-White | Arthur Cannon                 | domare       | Lawrence John Wargrave       |
| Daliah Lavi        | Ilona Bergen                  | skådespelare | Emily Caroline Brent         |
| Leo Genn           | Sir John Mandrake B.C.        | general      | John Gordon Macarthur        |
| Fabian             | Michael "Mike" Raven          | underhållare | Anthony James "Tony" Marston |
| Marianne Hoppe     | Elsa Grohmann                 | kokerska     | Ethel Rogers                 |
| Mario Adorf        | Joseph Grohmann               | butler       | Thomas Rogers                |
| Christopher Lee    | Röst till "Mr. U.N. Owen"     |              | Ulick Norman Owen            |

## Mottagande
Med hänvisning till …och sen var ingen kvar (1945) skrev Bosley Crowther i The New York Times: "Det skulle vara dumt att säga att den här remaken kommer i närheten av den tidigare filmversionen, som regisserades av René Clair." Crowther tillade: "Den har tillräckligt med essensen av Miss Christies märkliga och kusliga berättelse ... för att göra det till en gripande underhållning för ungdomliga (och obekanta) mysteriefans".
Tidningen Variety kommenterade att filmen "skapar en hel del spänning i den begränsade handlingen och lyckas dölja identiteten på den tionde indianen utan att ta till alltför många 'villospår'".
Recensenten för Time Magazine skrev: "Rätt gjort kan denna gammaldags typ av blodbad knappast missa. Omformarna av indianerna misslyckas på alla möjliga sätt. Genom att flytta scenen från en gudsförgäten ö till en alpin tillflyktsort kan de iscensätta ett par spektakulära dödsfall bland klipporna, men stämningen av inrutat hot förstörs effektivt."
Stuart Galbraith IV beskrev den här versionen som "inte bättre än hantverksmässig, men berättelsen är så bra att den övervinner den intetsägande adaptionen". Den är "utan visuell stil, helt olik den drömlika svepningen" i den tidigare versionen.
Allmovie noterar att "tempot är snabbt och vändningarna engagerande". Filmkritikern Leslie Halliwell sa att denna version var "en trogen kopia av en klassisk whodunnit".